# Nvidia RTX
Nvidia RTX (també coneguda com Nvidia GeForce RTX sota la marca GeForce) és una plataforma d'informàtica visual professional creada per Nvidia, que s'utilitza principalment en estacions de treball per dissenyar models complexos a gran escala en arquitectura i disseny de productes, visualització científica, exploració d'energia i producció de pel·lícules i vídeos, a més d'utilitzar-se en ordinadors convencionals per a jocs.
Nvidia RTX inclou el traçat de raigs en temps real habilitat per maquinari. Històricament, el traçat de raigs s'havia reservat a aplicacions no en temps real (com ara CGI en efectes visuals per a pel·lícules i en renderitzacions fotorealistes), amb els videojocs que havien de dependre de la il·luminació directa i la contribució indirecta precalculada per a la seva representació. RTX facilita un nou desenvolupament en gràfics per ordinador de generació d'imatges interactives que reaccionen a la il·luminació, les ombres i els reflexos. RTX funciona amb GPU basades en Nvidia Volta, Turing, Ampere, Ada Lovelace i Blackwell, utilitzant específicament els nuclis Tensor (i els nous nuclis RT a Turing i successors) a les arquitectures per a l'acceleració de traçat de raigs.
El març de 2019, Nvidia va anunciar que les targetes de la sèrie GTX 10 (Pascal) i la sèrie GTX 16 (Turing) seleccionades rebrien suport per a subconjunts de tecnologia RTX en els propers controladors, tot i que les funcions i el rendiment es veuran afectats per la seva manca de nuclis de maquinari dedicats per al traçat de raigs.
L'octubre de 2020, Nvidia va anunciar Nvidia RTX A6000 com la primera targeta gràfica basada en l'arquitectura Ampere per utilitzar-la en estacions de treball professionals de la línia de productes Nvidia RTX, substituint l'antiga línia de productes Quadro de targetes gràfiques professionals.
Nvidia va treballar amb Microsoft per integrar el suport RTX amb l'API DirectX Raytracing (DXR) de Microsoft. RTX està disponible actualment a través de Nvidia OptiX i per a DirectX. Per a les arquitectures Turing i Ampere, també està disponible per a Vulkan.

## Components
A més del traçat de raigs, RTX inclou integració d'intel·ligència artificial, formats d'actius comuns, suport de rasterització (CUDA) i API de simulació. Els components de RTX són:
- Funcions accelerades amb IA (NGX)
- Formats d'actius (USD i MDL)
- Rasterització amb ombrejats avançats
- Traçat de raigs mitjançant OptiX, Microsoft DXR i Vulkan
- Eines de simulació:
  - CUDA 10
  - Flex
  - PhysX

## Característiques i programari

### Traçat de raigs
En gràfics per ordinador, el traçat de raigs genera una imatge traçant els raigs llançats a través dels píxels d'un pla d'imatge i simulant els efectes de les seves trobades amb objectes virtuals. Això permet efectes avançats que reflecteixen millor les propietats òptiques del món real, com ara ombres i reflexos més suaus i realistes, en comparació amb les tècniques de rasterització tradicionals que prioritzen el rendiment sobre la precisió.
Nvidia RTX ho aconsegueix mitjançant una combinació d'acceleració de maquinari i programari. A nivell de maquinari, les targetes RTX inclouen "nuclis RT" de funció fixa que estan dissenyats per accelerar les operacions matemàtiques necessàries per simular els raigs, com ara el recorregut de la jerarquia de volum delimitant. La implementació del programari està oberta a desenvolupadors d'aplicacions individuals. Com que el traçat de raigs encara és intens en la computació, molts desenvolupadors opten per adoptar un enfocament de renderització híbrid on determinats efectes gràfics, com ara ombres i reflexos, es realitzen mitjançant el traçat de raigs, mentre que l'escena restant es representa amb la rasterització més eficient.

### Optix
Nvidia OptiX forma part de Nvidia DesignWorks. OptiX és una API d'alt nivell o "a l'algoritme", el que significa que està dissenyada per encapsular tot l'algorisme del qual forma part el traçat de raigs, no només el traçat de raigs en si. Això vol permetre que el motor OptiX executi l'algorisme més gran sense canvis a l'aplicació.
A part de la representació de gràfics per ordinador, OptiX també ajuda en el disseny òptic i acústic, la investigació de radiació i electromagnètica, consultes d'intel·ligència artificial i anàlisi de col·lisions.